# Lucius Furius Medullinus (Konsulartribun 432 v. Chr.)
Lucius Furius Medullinus war ein Feldherr und Politiker der Römischen Republik in der zweiten Hälfte des 5. Jahrhunderts v. Chr.
L. Furius Medullinus war Angehöriger der römischen Patrizierfamilie der Furier, die vermutlich aus Tusculum stammte, was aber nicht endgültig gesichert ist, obwohl in Tusculum ein Grab mit 7 Angehörigen der Furii gefunden worden ist. Er gehörte dem im 5. und 4. Jahrhundert vor Chr. führenden Zweig der Medullini seiner Familie an, die ihr Cognomen von dem Ort Medullia herleiteten.
Lucius Furius Medellinus war der Sohn eines weiteren Lucius. Der Name Lucius kommt bei den Furii Medullini häufig vor, so dass sein Vater nicht benannt werden kann. Sollte er identisch mit dem für das Jahr 405 v. Chr. überlieferten Konsulartribun sein, war sein Großvater ein Spurius. Hierfür kommen zwei zeitlich passende Furii in Betracht: einmal Spurius Furius Medullinus Fusus (Konsul 481 v. Chr.) und zum anderen Spurius Furius Medullinus Fusus (Konsul 464 v. Chr.). Über den Beginn seiner senatorischen Laufbahn und die Bekleidung der niederen Ämter ist nichts überliefert. In den Jahren 432, 425 und 420 v. Chr. war er Konsulartribun (tribunus militum consulari potestate). Der Konsulartribun der Jahre 432 v. Chr. ist zu trennen von einem gleichnamigen Konsulartribun der Jahre 407, 398, 397, 395, 394 und 391 v. Chr., dem möglicherweise auch das Tribunat des Jahres 405 zuzuweisen ist. In den Jahren 413 und 409 v. Chr. war ein Lucius Furius Medellinus Konsul und soll während beider Konsulate Krieg gegen die Volsker geführt haben. Seine Kriegserfahrung mag den Grund für die Annalisten geliefert haben, ihn – wohl in bewusster Fälschung – für das Jahr 405 v. Chr., als der Krieg mit Veii ausbrach, als Konsulartribun aufzunehmen. Ob letzter der Sohn des ersteren war und welcher von beiden die Konsulate der Jahre 413 und 409 v. Chr. bekleidete, ist nicht zu entscheiden.